# Seznam novozelandskih izumiteljev
Seznam novozelandskih izumiteljev.

## B
- John Britten

## C
- Morton W. Coutts

## H
- AJ Hackett
- Bill Hamilton

## P
- Richard Pearse